# Stizoscepa
Stizoscepa är ett släkte av insekter. Stizoscepa ingår i familjen vårtbitare.
Kladogram enligt Catalogue of Life:
| Stizoscepa | \| \| Stizoscepa basinotata \| \| \| \| \| \| Stizoscepa severini \| \| \| \| |
|            | \| \| Stizoscepa basinotata \| \| \| \| \| \| Stizoscepa severini \| \| \| \| |
|            | Stizoscepa basinotata                                                         |
|            |                                                                               |
|            | Stizoscepa severini                                                           |
|            |                                                                               |